# Suture squameuse
La suture squameuse (ou suture pariéto-squameuse) est la suture crânienne qui unit l'écaille de l'os temporal et le bord inférieur de l'os pariétal. Elle donne également son nom au type de suture en biseau.
Elle s'arque vers l'arrière à partir du pterion et se poursuit avec la suture pariéto-mastoïdienne. Le terme suture pariéto-temporale peut faire référence à l'ensemble suture squameuse et suture pariéto-mastoïdienne, ou exclusivement à la suture pariéto-mastoïdienne.

## Galerie

Les sutures squameuses (en rouge).
Les sutures squameuses (en rouge).